# Fórmula de Pieri
En matemàtiques, la fórmula de Pieri, que rep el nom de Mario Pieri, descriu el producte d'un cicle de Schubert per un cicle especial de Schubert en el càlcul de Schubert, o el producte d'un polinomi de Schur per una funció simètrica completa.
En termes de funcions de Schurt sλ indexades per particions λ, estableix que
{\displaystyle \displaystyle s_{\mu }h_{r}=\sum _{\lambda }s_{\lambda }}
on hr és un polinomi simètric homogeni complet i la suma és sobre totes les particions λ obtinguda de μ sumant r  elements, sense que n'hi hagi dos a la mateixa columna.
Aplicant la involució ω a l'anell de funcions simètriques, s'obté la regla dual de Pieri per multiplicar un polinomi simètric elemental amb un polinomi de Schur:
{\displaystyle \displaystyle s_{\mu }e_{r}=\sum _{\lambda }s_{\lambda }}
La suma ara es pren sobre totes les particions λ obtingudes de μ sumant r elements, sense que n'hi hagi dos a la mateixa fila.
La fórmula de Pieri implica la fórmula de Giambelli. La regla de Littlewood-Richardson és una generalització de la fórmula de Pieri que dóna el producte de dues funcions de Schur qualsevol. La fórmula de Monk és un anàleg de la fórmula de Pieri per a varietats amb banderes.